# Юнес, Амин
Амин Юнес (нем. Amin Younes; родился 6 августа 1993 года в Дюссельдорфе, Германия) — немецкий футболист, вингер немецкого клуба «Шальке 04».
С 2017 по 2021 год выступал за сборную Германии, победитель Кубка конфедераций 2017 года.

## Клубная карьера
Амин начал заниматься футболом в детской команде «Унтеррат», куда его привёл отец, сам в прошлом ливанский футболист. В 2000 году Юнес поступил в футбольную академию мёнхенгладбахской «Боруссии». В 2009 году он помог юношеской команде занять второе место в юношеском чемпионате. В 2011 году Амин был включён в заявку основы. В апреле 2012 года в матче против «Ганновер 96» Юнес дебютировал в Бундеслиге, заменив во втором тайме Тони Янчке. В следующем сезоне Амин стал чаще выходить на поле, но по прежнему был игроком ротации. 24 февраля 2013 года в поединке против дортмундской «Боруссии» он забил свой первый гол за команду. Летом 2014 года для получения игровой практики Юнес на правах аренды перешёл в «Кайзерслаутерн». 24 августа в матче против брауншвейгского «Айнтрахта» он дебютировал во Второй Бундеслиге. 17 октября в поединке против «Ханденхайма» Амин забил свой первый гол за «Кайзерслаутерн».
Летом 2015 года Юнес на правах свободного агента присоединился к амстердамскому «Аяксу», подписав контракт на три года. 17 августа в матче против «Хелмонд Спорт» он дебютировал в Эрстедивизи за дублирующий состав клуба. 14 сентября в поединке против «Телстар» Амин забил первый гол за дублёров. 26 сентября в матче против «Гронингена» он дебютировал в Эредивизи. 4 октября в поединке против ПСВ Юнес забил свой первый гол за «Аякс».
3 октября 2020 года перешёл на правах аренды в «Айнтрахт».
31 августа 2022 года был арендован нидерландским «Утрехтом» до конца сезона 2022/23.
После почти года без клуба, 5 июня 2024 года Юнес на правах свободного агента подписал двухлетний контракт с клубом Второй Бундеслиги «Шальке 04».

## Международная карьера
В 2015 году в составе молодёжной сборной Германии Амин принял участие в молодёжном чемпионате Европы в Чехии. На турнире он сыграл в матче против Сербии, Чехии и Португалии.
6 июня 2017 года в товарищеском матче против сборной Дании Амин дебютировал за сборную Германии, заменив во втором тайме Маттиаса Гинтера. 10 июня в отборочном матче чемпионата мира 2018 против сборной Сан-Марино Юнес забил свой первый гол за национальную команду.
В том же году Юнес стал победителем Кубка конфедераций в России. На турнире он сыграл в матчах против команд Камеруна и Мексики. В поединке против мексиканцев Амин отметился забитым мячом.

### Голы за сборную Германии
| #   | Дата         | Место                        | Противник  | Счёт | Результат | Соревнование                     |
| --- | ------------ | ---------------------------- | ---------- | ---- | --------- | -------------------------------- |
| 01. | 10 июня 2017 | Нюрнберг, Нюрнберг, Германия | Сан-Марино | 4:0  | 7:0       | Чемпионат мира 2018 квалификация |
| 02. | 29 июня 2017 | Фишт, Сочи, Россия           | Мексика    | 4:1  | 4:1       | Кубок конфедераций 2017          |

## Достижения
Международные
 Германия
- Победитель Кубка конфедераций — 2017